# Isidro López Villarreal
Isidro López Villarreal (Saltillo, Coahuila, 2 de marzo de 1956) es un mexicano, miembro del Partido Acción Nacional. Fue Alcalde de Saltillo del 1 de enero de 2014 al 31 de diciembre de 2017.

## Biografía
Nació en familia de empresarios saltillenses que tiene su origen con su abuelo Isidro López Zertuche, fundador del Grupo Industrial Saltillo, una sociedad mercantil propietaria de diversas empresas manufactureras.
La familia de Isidro López Villarreal también ha tenido participación dentro de la política local. Su tío Rosendo Villarreal Dávila fue Alcalde de Saltillo de 1991 a 1993 y su hermano Manuel López Villarreal también ocupó dicho cargo de 1997 a 1999, siendo ellos tres los únicos políticos ajenos al PRI que han sido electos para gobernar la capital coahuilense.
Es el tercer hijo del matrimonio conformado por Isidro López del Bosque y María Alicia Villarreal Dávila. Realizó estudios de bachillerato en el Instituto Cumbres, y posteriormente ingresó a la Universidad Regiomontana donde estudió Ingeniería Industrial Administrativa. Tiene una Maestría en Administración de Empresas por St. Edward’s University[1].
En el plano profesional, destacó por dedicarse a la administración de los negocios de su familia dentro de las empresas que constituyen el Grupo Industrial Saltillo (GIS).

## Exalcalde de Saltillo
Al arrancar su administración, decidió cancelar el programa de transporte saltibus, sin conocerse las razones detrás de esta decisión. 
En 2013 fue postulado por el Partido Acción Nacional para contender por la alcaldía de Saltillo. En las elecciones municipales resultó elegido con un 49.59% de los votos, superando el 42.12% de su principal rival, el entonces diputado federal y exalcalde de Saltillo Fernando de las Fuentes Hernández del PRI2.
Es actualmente Presidente de la Conferencia Nacional de Municipios de México (CONAMM), organización que agrupa a 2 mil 446 alcaldes del PAN, PRI y PRD.
Con el anterior nombramiento el Alcalde de Saltillo tiene dos cargos nacionales ya que también funge como Presidente de la Asociación Nacional de Alcaldes (ANAC) que reúne a todos los presidentes municipales panistas de México.
Durante su actual administración, ha sido reconocido por ser uno de los 5 alcaldes mejor evaluados de México e impulsar a Saltillo como una de las dos mejores ciudades para vivir.
Bajo su mandato Saltillo ha alcanzado primeros lugares nacionales e internacionales. Tales como, el Premio a la Excelencia Municipal por el aprovechamiento del biogás del relleno sanitario para generar energía eléctrica a partir de los desechos sólidos, Premio Escoba de Oro al participar en España con el proyecto de modernización del sistema de alumbrado público, con tecnología led en las principales vías de la ciudad, y el aprovechamiento del biogás del relleno sanitario, Calificación AA-(mex) por FITCH & RATINGS, Calificación mxAA por STANDARD AND POORS, Ciudad con el mejor índice de competitividad Urbana de México por IMCO, Mejor ciudad para trabajar y 4.ª ciudad con mejor percepción de seguridad por INEGI.
En octubre del 2015, la CONAMM entregó además una distinción a Isidro López Villarreal por ser un alcalde destacado con iniciativas y liderazgo político.
Es suegro del actual alcalde de Saltillo, Javier Díaz Gonzalez 

## Premios y reconocimientos
- Saltillo es una de las dos mejores ciudades para vivir en México, de acuerdo con el Índice de Calidad de Vida presentado en el estudio "Las Ciudades Más Habitables de México 2016". El estudio fue elaborado por el Gabinete de Comunicación Estratégica
- Saltillo ocupa además el segundo lugar nacional en el Índice De Satisfacción con los Servicios y el quinto lugar en el Índice de Satisfacción del Desempeño de Alcaldes
- Saltillo es la ciudad mejor evaluada de Coahuila

### Reconocimientos 2014
- PREMIO A LAS MEJORES PRÁCTICAS DE GOBIERNOS LOCALES 2014 - Municipio con el mejor manejo de finanzas públicas y mantener deuda cero
- FITCH & RATINGS - Calificación AA-(mex) Top 5 mejores ciudades de México
- STANDARD AND POORS - Calificación mxAA
- IMCO Y CENTRO MARIO MOLINA - Ciudad más competitiva y sustentable de México
- ANAC- Vicepresidencia
- ESTADOS UNIDOS - Única ciudad del norte del país sin alerta para sus ciudadanos

### Reconocimientos 2015
- PREMIO A LAS MEJORES PRÁCTICAS DE GOBIERNOS LOCALES 2015 - Municipio con el mejor manejo de residuos sólidos
- GCE, LAS CIUDADES MÁS HABITABLES DE MÉXICO - Segunda mejor ciudad para vivir
- FITCH & RATINGS - Calificación AA-(mex) Top 5 mejores ciudades de México
- STANDARD AND POORS - Calificación mxAA
- IMCO, BANOBRAS, BANAMEX Y CENTRO MARIO MOLINA - Ciudad más competitiva y sustentable de México
- ANAC - Presidencia
- ESTADOS UNIDOS - Única ciudad del norte del país sin alerta para sus ciudadanos

### Reconocimientos 2016
- GCE, LAS CIUDADES MÁS HABITABLES DE MÉXICO - Segunda mejor ciudad para vivir y 5.º mejor alcalde evaluado de México
- FITCH & RATINGS - Calificación AA-(mex) Top 5 mejores ciudades de México
- STANDARD AND POORS - Calificación mxAA
- IMCO- Ciudad con el mejor índice de competitividad Urbana de México
- INEGI - Mejor ciudad para trabajar
- CONAMM - Presidencia
- INEGI - 4.ª ciudad con mejor percepción de seguridad
- CÁMARA AMERICANA DE COMERCIO EN MÉXICO -Salir de la lista de las 10 ciudades con mayores desafíos en materia de seguridad empresarial.